# Haiti ved vinter-OL 2022
Haiti deltager i vinter-OL 2022 i Beijing, Kina i perioden 4. – 20. februar 2022.

## Medaljer
| 2022 Beijing | Guld | Sølv | Bronze | Total |
| Haiti        | -    | -    | -      | -     |

### Medaljevindere
| Haiti under vinter-OL 2022 i Beijing | Haiti under vinter-OL 2022 i Beijing | Haiti under vinter-OL 2022 i Beijing | Haiti under vinter-OL 2022 i Beijing | Haiti under vinter-OL 2022 i Beijing |
| Medalje                              | Navn                                 | Sport                                | Event                                | Dato                                 |
| ------------------------------------ | ------------------------------------ | ------------------------------------ | ------------------------------------ | ------------------------------------ |
| Guld                                 | -                                    | -                                    | -                                    | -                                    |
| Sølv                                 | -                                    | -                                    | -                                    | -                                    |
| Bronze                               | -                                    | -                                    | -                                    | -                                    |